# 宝蔵王
宝蔵王（ほうぞうおう、生年不詳 - 682年）は、高句麗の第28代・最後の王（在位:642年 - 668年）。姓は高、諱は臧、または寶臧。先代の栄留王の弟の大陽王の子で、642年に栄留王を弑逆した淵蓋蘇文によって王位に即けられた。彼を最後に高句麗は滅亡したため諡されず、諱のまま宝蔵王と呼ばれる。子には、男福・徳男・任武・徳武・連などの名が文献にみられる。

## 治世
政変を起こして権力を握った淵蓋蘇文によって王に擁立されたので、王としての実権を持つことはできなかった。在位中には天災地変が頻繁に起こり、淵蓋蘇文の主張によって道教振興策を実施した。
唐と結んだ新羅とは敵対関係が続いていたが、百済とは緊密な関係を維持した（麗済同盟）。唐の高句麗出兵でははじめのうちは善戦し、太宗が親征した第1次侵攻は撃退した。しかし高宗の代になって唐が戦略を持久戦に転換すると国力の消耗が著しくなり、その結果として離反や内紛が相次いだ。660年に百済が唐に滅ぼされると、新羅と唐が後背からも攻め寄せる形となった。
666年の淵蓋蘇文の死後にその三子の後継争いが生じ、淵男生一派は唐に投降しその先鋒となった。淵蓋蘇文の弟の淵浄土は新羅に投降した。こうして668年の第3次侵攻で平壌長安城を落とされ、ここに高句麗は滅亡した。宝蔵王は唐に投降して長安に連行されたが、政治の責任は王になかったとして処刑されることはなく、唐から司平大常伯・員外同正に任命された。

## 高句麗滅亡後
その後唐が朝鮮半島の経営を放棄せざるを得なくなると、これに伴って遼東地域には動揺が生じた。そこで唐はこれを抑えるために677年に宝蔵王を遼東州都督・朝鮮王に任じて遼東に帰らせた。ところが宝蔵王は唐の意に反して高句麗流民を糾合し、靺鞨と内通して高句麗復興を図った。これが発覚すると681年に邛州（現在の四川省成都市邛崍市）に流され、682年頃死去したと見られる。高宗は詔して宝蔵王の遺体を首都長安に送らせ、突厥の頡利可汗の墓のそばに葬らせた。

## 宝蔵王が登場するテレビドラマ
- 『大祚榮』（演：キル・ヨンウ）- 高句麗復興をはかる東明天帝団の影の指導者として登場。
- 剣と花（2013年）

## 補注
1. ↑  寶は宝の正字、臧は蔵の正字である藏と同字。